# 10 000 mètres masculin aux championnats du monde d'athlétisme 2022
Pour des articles plus généraux, voir Championnats du monde d'athlétisme 2022 et 10 000 mètres aux championnats du monde d'athlétisme.
Navigation
Doha 2019 Budapest 2023
L'épreuve du 10 000 mètres masculin des championnats du monde de 2022 se déroule le 17 juillet 2022 au sein du stade Hayward Field à Eugene, aux États-Unis.

## Mimimas de qualification
Le minima de qualification est fixé à 27 min 28 s 00, la période de qualification s'étend du 27 décembre 2020 au 26 juin 2022.

## Résultats
| Rang               | Athlète                | Pays        | Temps    | Notes |
| ------------------ | ---------------------- | ----------- | -------- | ----- |
| Médaille d'or      | Joshua Cheptegei       | Ouganda     | 27:27.43 | SB    |
| Médaille d'argent  | Stanley Waithaka Mburu | Kenya       | 27:27.90 | SB    |
| Médaille de bronze | Jacob Kiplimo          | Ouganda     | 27:27.97 | SB    |
| 4                  | Grant Fisher           | États-Unis  | 27:28.14 |       |
| 5                  | Selemon Barega         | Éthiopie    | 27:28.39 |       |
| 6                  | Mohammed Ahmed         | Canada      | 27:30.27 |       |
| 7                  | Berihu Aregawi         | Éthiopie    | 27:31.00 |       |
| 8                  | Daniel Mateiko         | Kenya       | 27:33.57 | SB    |
| 9                  | Joe Klecker            | États-Unis  | 27:38.73 | SB    |
| 10                 | Isaac Kimeli           | Belgique    | 27:43.50 | SB    |
| 11                 | Jimmy Gressier         | France      | 27:44.55 |       |
| 12                 | Sean McGorty           | États-Unis  | 27:46.30 |       |
| 13                 | Carlos Mayo            | Espagne     | 27:50.61 |       |
| 14                 | Tadese Worku           | Éthiopie    | 27:51.25 |       |
| 15                 | Rodgers Kwemoi         | Kenya       | 27:52.26 |       |
| 16                 | Rodrigue Kwizera       | Burundi     | 28:01.49 |       |
| 17                 | Habtom Samuel          | Érythrée    | 28:01.81 |       |
| 18                 | Egide Ntakarutimana    | Burundi     | 28:24.07 |       |
| 19                 | Jack Rayner            | Australie   | 28:24.12 |       |
| 20                 | Ren Tazawa             | Japon       | 28:24.25 |       |
| 21                 | Zouhair Talbi          | Maroc       | 28:28.69 |       |
| 22                 | Tatsuhiko Ito          | Japon       | 28:57.85 |       |
| 23                 | Patrick Dever          | Royaume-Uni | 29:13.88 |       |
| 24                 | Stephen Kissa          | Ouganda     | 29:21.10 | SB    |

## Légende
Records et Performances
- AR : Record continental (area record)
- CR : Record des championnats (championship record)
- MR : Record du meeting (meet record)
- NR : Record national (national record)
- OR : Record olympique (olympic record)
- PR : Record paralympique (paralympic record)
- PB : Record personnel (personal best)
- SB : Meilleure performance personnelle de la saison (season's best)
- WL : Meilleure performance mondiale de l'année (world leader)
- WJR : Record du monde junior (world junior record)
- WR : Record du monde (world record)

Circonstances et Conditions
- DNF : N'a pas terminé (did not finish)
- DNS : N'a pas pris le départ (did not start)
- DQ : Disqualification (disqualification)
- NM : Aucun essai valable enregistré (No Mark)
- Q : Qualifié « directement » au prochain tour (ou à la prochaine compétition), lors d'une compétition majeure, grâce au classement ou à la réalisation des minima (automatic qualifier)
- q : Qualifié au prochain tour (ou à la prochaine compétition), lors d'une compétition majeure, grâce au repêchage ou à la réalisation de l'une des meilleures performances parmi celles des « non qualifiés directement » (grâce au meilleur temps ou à la meilleure distance par exemple) (secondary qualifier)